# Tridactyle inaequilonga
Tridactyle inaequilonga är en orkidéart som först beskrevs av De Wild., och fick sitt nu gällande namn av Rudolf Schlechter. Tridactyle inaequilonga ingår i släktet Tridactyle och familjen orkidéer. Inga underarter finns listade i Catalogue of Life.